# Liste der Orden und Ehrenzeichen Sachsen-Anhalts

Wappen Sachsen-Anhalts

Diese Liste beinhaltet alle vom Land Sachsen-Anhalt verliehenen Orden und Ehrenzeichen, sowie die von den Vorgängerstaaten in Anhalt und Obersachsen. 

## Land Sachsen-Anhalt
- Ehrenstern des Landesfeuerwehrverbandes Sachsen-Anhalt (2008)
- Bandschnalle Hochwasser Sachsen-Anhalt 1994 (1994)
- Ehrennadel des Landes Sachsen-Anhalt (2000)
- Hochwasser-Medaille des Landes Sachsen-Anhalt 2002 (2002)
- Brandschutz- und Katastrophenschutz-Ehrenzeichen des Landes Sachsen-Anhalt (2005)
- Rettungsmedaille des Landes Sachsen-Anhalt (2005)
- Verdienstorden des Landes Sachsen-Anhalt (2006)

## Ehemalige Staaten auf dem heutigen Landesgebiet

### HerzogtumSachsen-Querfurt
- Orden der edlen Leidenschaft (1704)

### Anhalt-DessauundHerzogtum Anhalt

Wappen des Herzogtums Anhalt mit dem Hausorden Albrechts des Bären

- Feldzugs-Kreuz für 1813–1815 (1823)
- Hausorden Albrechts des Bären (bis 1863 gemeinsam mit Anhalt-Köthen und Anhalt-Bernburg) (1836)
- Dienstauszeichnungskreuz für Offiziere (1848)
- Dienstauszeichnungen für Unteroffiziere und Mannschaften (1848)
- Verdienstehrenzeichen für Rettung aus Gefahr (gemeinsam mit Anhalt-Bernburg) (1850)
- Denkzeichen für fünfzigjährige Diensttreue (1864)
- Medaille Zur Erinnerung (1867)
- Verdienstorden für Wissenschaft und Kunst (1873)
- Ehrenzeichen für Mitglieder der Feuerwehren (1888)
- Erinnerungskreuz für langjährige Diensttreue Weiblicher Dienstboten (1894)
- Ehrenzeichen für Treue in der Arbeit (1892)
- Erinnerungsmedaille zum 25-jährigen Regierungsjubiläum 1896 (1896)
- Erinnerungsabzeichen an den 90. Geburtstag der Herzogin-Witwe Friedericke zu Anhalt-Bernburg (1901)
- Ehrenkreuz für Hebammen (1906)
- Friedrich-Kreuz (1914)
- Marien-Kreuz (1918)

### Anhalt-Köthen
- Orden des Verdienstes
- Kriegsdenkmünze für 1813
- Kriegsdenkmünze für 1814
- Kriegsdenkmünze für 1813 und 1814
- Kriegsdenkmünze 1815
- Kriegsdenkmünze für 1813 und 1815
- Kriegsdenkmünze für 1814 und 1815
- Kriegsdenkmünze für 1813, 1814 und 1815
- Medaille für Verdienst, Anhänglichkeit und Treue (1835)
- Hausorden Albrechts des Bären (gemeinsam mit Anhalt-Dessau und Anhalt-Bernburg) (1836)
- Dienstauszeichnungskreuz für Offiziere
- Dienstauszeichnungsschnalle

### Anhalt-Bernburg
- Kriegsdenkzeichen für 1814–1815 (1818)
- Medaille für fünfzigjährige Diensttreue (1835)
- Hausorden Albrechts des Bären (gemeinsam mit Anhalt-Dessau und Anhalt-Köthen) (1836)
- Dienstauszeichnungskreuz (1847)
- Dienstauszeichnungen (1847)
- Verdienstehrenzeichen für Rettung aus Gefahr (gemeinsam mit Anhalt-Dessau) (1850)
- Alexander-Carl-Denkmünze (1853)
- Medaille für Verdienste um Kunst und Wissenschaft (1856)

### Freistaat Anhalt
- Rettungsmedaille am Bande
- Feuerwehr-Erinnerungszeichen
- Arbeitsdienst-Erinnerungszeichen

### Fürstentum Halberstadt
- Stephansorden